# 李佩穎 (女高音)
李佩穎（1977年11月21日—2011年7月30日），台灣女高音歌唱家。出生於台北市，畢業於國立藝術學院聲樂組（現台北藝術大學）。2006年於德國萊比錫音樂學院取得演唱博士即最高演奏文憑。為萊比錫歌劇院獨唱歌手，持續在歐洲及台灣兩地演出。
李佩穎也曾擔任重金屬樂團六翼天使的主唱，錄製過其前三張專輯《不死魂》、《平等精靈》、《愛》。
2011年7月30日，李佩穎的德國籍先生在她的臉書頁面上公布了她不幸於一次心導管手術後去世的消息。